# BD Must
BD Must est une maison d'édition belge consacrée à la bande dessinée, créée en 1997, à Bruxelles, par deux passionnés, Patrick Schelkens et  Jean-Michel Boxus.
Pendant plus de dix ans, elle se spécialise uniquement dans l'édition de tirages de tête avec le slogan : « BD Must Éditions, le must en tirage de tête ».
À partir de 2010, elle réédite des trésors égarés du Journal de Tintin dont Barelli (Bob de Moor), Le Chevalier blanc (Liliane Funcken et Fred Funcken), Jari (Raymond Reding), Rataplan (Berck, Yves Duval), et Les 3 A (Tibet, Mittéi, André-Paul Duchâteau).
Elle édite aussi, à compter de 2012, des séries contemporaines comme Betty et Dodge (Thomas Du Caju), Apostat (Ken Broeders), Apache Junction (Peter Nuyten), Rhonda (VanO) et Capablanca (Joan Mundet).
Pendant le confinement lié à la pandémie de Covid-19 en Belgique, elle crée BD Must Webzine, un webzine gratuit d'une cinquantaine de pages qui permet de découvrir des séries de son catalogue.